# Piotrkowská ulice (Lodž)
Piotrkowská ulice je reprezentativní ulice v Lodži a jedna z nejdelších nákupních ulic v Evropě, její délka je přibližně 4,2 km. Vzhled ulice a její vývoj presentují hospodářský vývoj v 19. a 20. století. Tyto stavby jsou zapsány na seznamu památek a celá řada z nich je spojena s význačnými osobnostmi tehdejší doby.

## Historie
Od samého začátku byla tato ulice centrální osou města kolem které se vše ve městě rozvíjelo. Ulice se stala spontánně během jednoho století středem města. Vývoj města a Piotrkowské ulice je nejlépe vidět na poštu obyvatel. V roce 1806 zde žilo pouhých 767 obyvatel, v roce 1990 se jejich počet dostal přes 851 tisíc. To se na vývoji ulice projevilo. 0d počátku 19. století společně s městem rostou nejvýznačnější stavby. Ulice nejprve sloužila jako přepravní cesta, kolem které vznikla celá řada továren, které utvářely ráz města. Později zde postupně vzniká mimo staveb továren i celá řada representativních domů. Na konci století 19. století bylo v Piotrkowské ulici ve výstavných domech a hospodářských budovách již 298 obchodů a skladů nabízejících výrobky textilního průmyslu, který je pro historii města zásadní. Přehled obchodů je zřejmý z následující tabulky:
| Obchod s textilem na Piotrkowské ulici (1899) |               |
| Sortiment                                     | Počet obchodů |
| Vlněné a polovlněné výrobky                   | 144           |
| Oblečení                                      | 14            |
| Bavlněné výrobky                              | 44            |
| Bavlněné výrobky                              | 8             |
| Plátěné výrobky                               | 2             |
| Soudy                                         | 31            |
| Šály a závěsy                                 | 21            |
| Hedvábné výrobky                              | 5             |
| Příze a výroba                                | 29            |
| Celkem                                        | 298           |

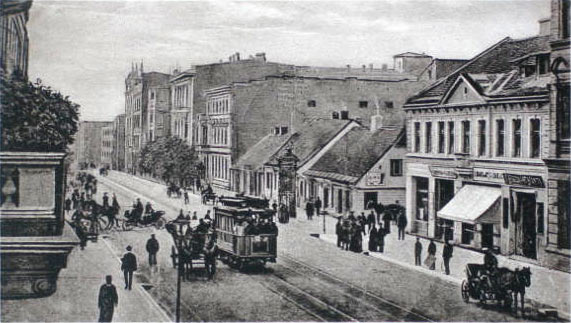
Piotrkowská s tramvají v roce 1900

Mimo to byla ve městě i celá řada dalších obchodů - řeznictví (34), galanterie a krejčovství (19), klenotnictví (10), koloniální zboží (11), lahůdky (9), stejně jako cukrárny (7), knihkupectví a starožitnosti (8). V roce 1883 zahájila provoz ve městě na Piotrkowské ulici mezinárodní telefonní společnost „Bell“ instalací telefonní sítě a připojením prvních zákazníků. V roce 1897 podepsala radnice se skupinou lodžských výrobců dohodu o výstavbě a provozu čtyř tramvajových linek  a 23. prosince 1898 se v ulici Piotrkowska  uskutečnil první elektrický tramvajový provoz. V roce 1911 bylo uvedeno do provozu elektrické pouliční osvětlení na úseku od Placu Wolności po Alej Mickiewicza  a v roce 1927 byla celá ulice osvětlena elektrickými lucernami. V roce 1899 otevřeli Władysław a Antoni Krzemiński na ul. Piotrkowska 120 - první stálé kino v Polsku, známé jako „ Divadlo živých fotografií “- Byl zde použit projekční aparát systému bratří Lumiérových.

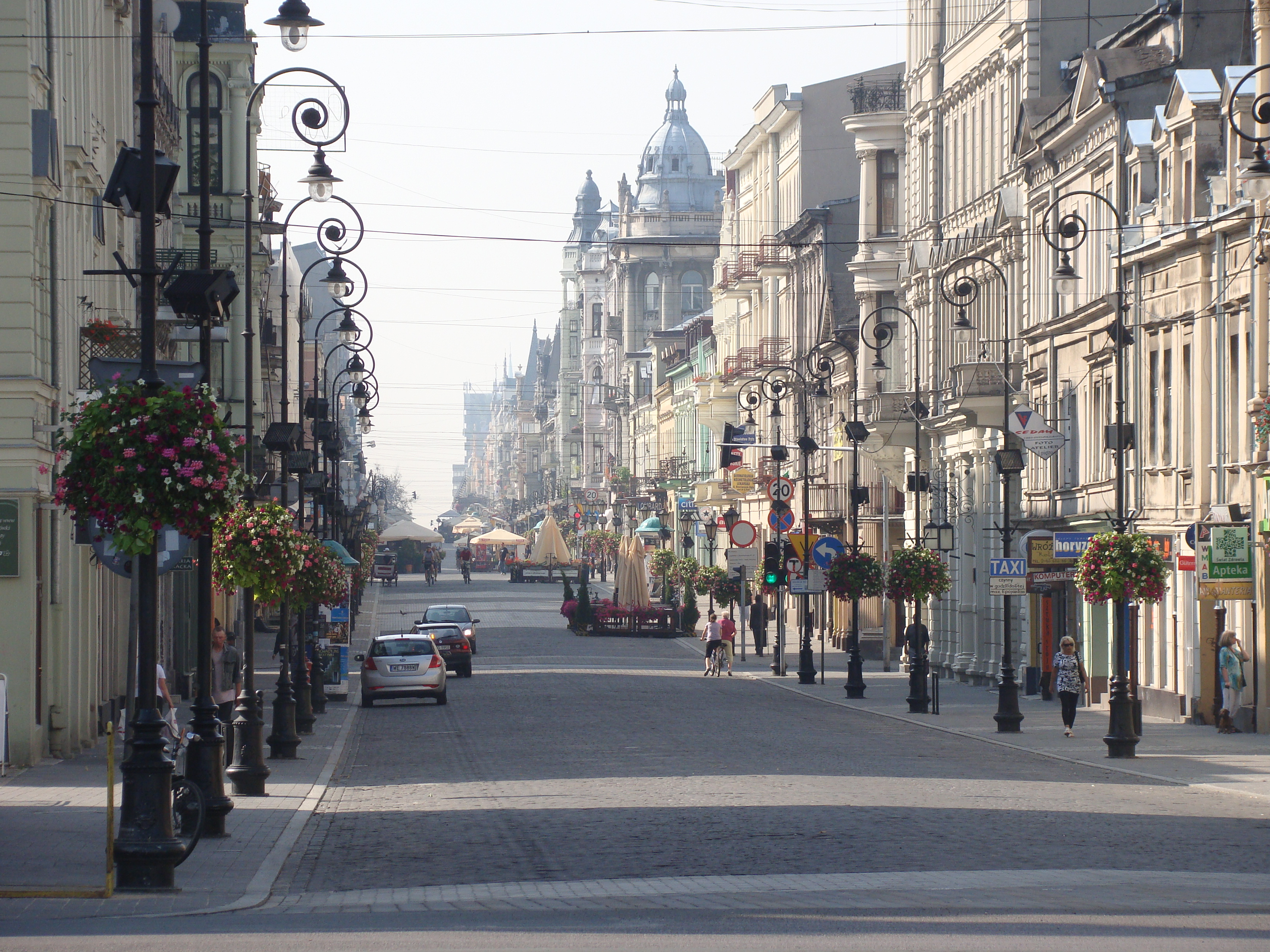
Piotrkowská ulice bez tramvaje

V letech 1901–1912 byl v Lodži na ul. Piotrkowska 273 postaven největší novogotický katolický kostel, který navrhl architekt Zillmann. V roce 1920 byl kostel povýšen na katedrálu. V roce 1909 byla na ul. Piotrkowska 283 provedena stavba Novorománského luteránského chrámu. Na přelomu 19. a 20. století se zintenzivnil růst počtu předních činžovních domů, avšak tato expanze nebyla jednotná. Od Nowého Rynku po ulici Nawrot byly většinou domy s několika podlažími (několik z nich bylo dřevěných, několik přízemních), v jižní části ulice bylo přes 30 dřevěných ulic. S rostoucí poptávkou po bytech v nájemních domech rostly jejich ceny a vysoké nájemné zajišťovalo vysoký zisk z investic do jejich výstavby. Cena pozemků rostly. Mnoho majitelů továren využilo tento rozmach přesunutím továren na okraj města, aby mohli prodat pozemky v Piotrkowské ulici za účelem nájemního bydlení nebo přeměnit tovární budovy na obytné budovy (tak učinil např. Ludwik Meyer při stavbě hotelu Grand). Na začátku druhého desetiletí 20. století vlastnili Poláci v Piotrkowské ulici ale jen asi tucet nemovitostí, zbytek vlastnili Němci (50% domů) a Židé (42%). Původní komunikační cesta se postupem času změnila na „výkladní skříň města“, centrum zábavy a obchodu, kde se soustředil život rozrůstající se průmyslové aglomerace.
Ulice ztratila po druhé světové válce trochu význam, ale to se opět postupně zase měnilo a po roce 1990 byla ulice zrekonstruována a proměněna v promenádu, která do značné míry hraje obdobnou roli jakou mají staroměstská náměstí a trhy ve středověkých městech. Budovy, instituce, restaurace, kluby a hospody umístěné poblíž této ulice, vytvářejí zvláštní atmosféru kultovního charakteru. Ulice je na svém počátku užší - u náměstí Svobody (Wolności) - 17 metrů - a na konci širší - u náměstí Samostatnosti (Niepodleglosci) - 26 metrů. Před rokem 1990 se ul. Piotrkowska, i když to byla nejdůležitější ulice ve městě, nelišila příliš od ostatních ulic. Plány přeměnit ji na promenádu v současné podobě se realizovaly až přesunem tramvají na souběžnou ulici. V letech 1992–1997 byla podle projektu Włodzimierze Nowakowského severní část ulice přestavěna na pěší zónu ve čtyřech částech. Změna ulice, včetně přeložení trasy tramvaje, je vidět v porovnání historického pohledu na ulici s tramvají na přelomu 19. a 20. století a na novém pohledu na ulici bez tramvaje. Ve městě je také celá řada moderních soch, pozornost vzbuzuje např. stůl ve stylu dvacátých let 20. století u kterého sedí tři majitelé továren v Lodže, tzv. zvaní králové bavlny - Izrael Poznański , Karol Scheibler a Ludwik Grohman. Dne16. května 2008 byl také v ulici postaven obelisk k připomenutí 185. výročí přejmenování staré ulice na Piotrkowskou. Každá jeho 1 cm vysoká vrstva symbolizuje jeden rok od této události (obelisku byl iniciován Markem Janiakem, tehdejším prezidentem Nadace Piotrkowské ulice). Celá ulice byla v roce 2015 díky 317 historickým domům, které se zde nachází, uznána jako historická památka. Za tímto vyhlášením se skrývá i velké úsilí města na propagaci ulice a zachycení jejího historického vývoje. Velký význam na této skutečnosti sehrála celá řada propagačních prací. Jako jednu z nich je např. možné zmínit mimořádnou knihu Anny Rynkowské "Ulice Piotrkowska", která byla vydána již v roce 1970, tedy 25 let po skončení druhé světové války a 45 let před uznáním ulice za historickou památku, a která popisuje historický vývoj. Knihu lze pokládat za jedno z nejvýznačnějších děl k této problematice. Také webová stránka Historia ulicy Piotrkowskiej v Lodzi zachycuje ulici dům od domu a v materiálech u každého domu jsou uváděny plakáty a inzeráty, které ukazují co se v domě, a tedy i ve městě odehrávalo. Na webových stránkách je u každé budovy také uveden vývoj majitelů, i to tak jak k němu v průběhu let docházelo.

## Promenáda ulicí

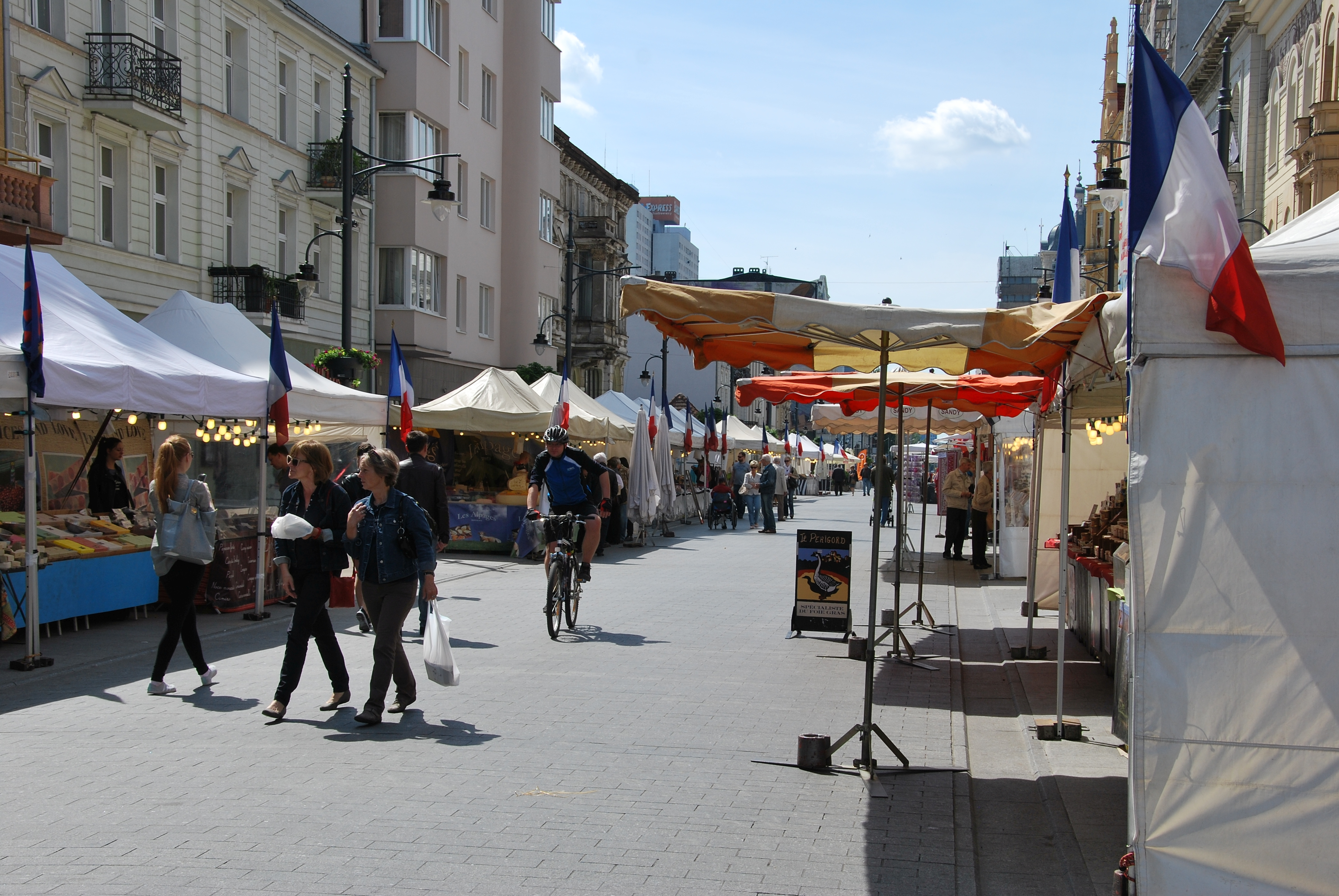
Prodejní akce v Piotrkowské ulici

V ulici se nachází 317 budov, které jsou všechny chráněny jako státní památka a jejich seznam je zpracován samostatně Na počátku procházky se nachází evangelický kostel Nejsvětější Trojice (kościół Zesłania Ducha Świętego), který byl postaven v letech 1826–1828 v klasicistní podobě na Novém náměstí. V roce 1898 zde končila tramvajová doprava. Tržiště, které se zde nacházelo bylo přeměněno na reprezentativní náměstí a v roce 1930 byl uprostřed náměstí postaven pomník Tadeusze Kościuszka. Tramvajová linka byla později od Piotrkowské ulice odkloněna.

Na druhém konci ulice je tržnice Górniak, (hala Górniak), která byla založena v roce 1934. Tržnice byla později rozšířena a v roce 2009 modernizována, provizorní dřevěné stánky kolem haly byly nahrazeny novými tržnicemi. V současné době se tržiště Górniak skládá ze dvou budov, samotné tržnice a nákupní ulice. Obě haly celkově zabírají 9 000 m2 a je v nich 148 obchodních míst. Mimo budovy se nachází dalších 50 stánků, které nabízí rozmanité zboží.

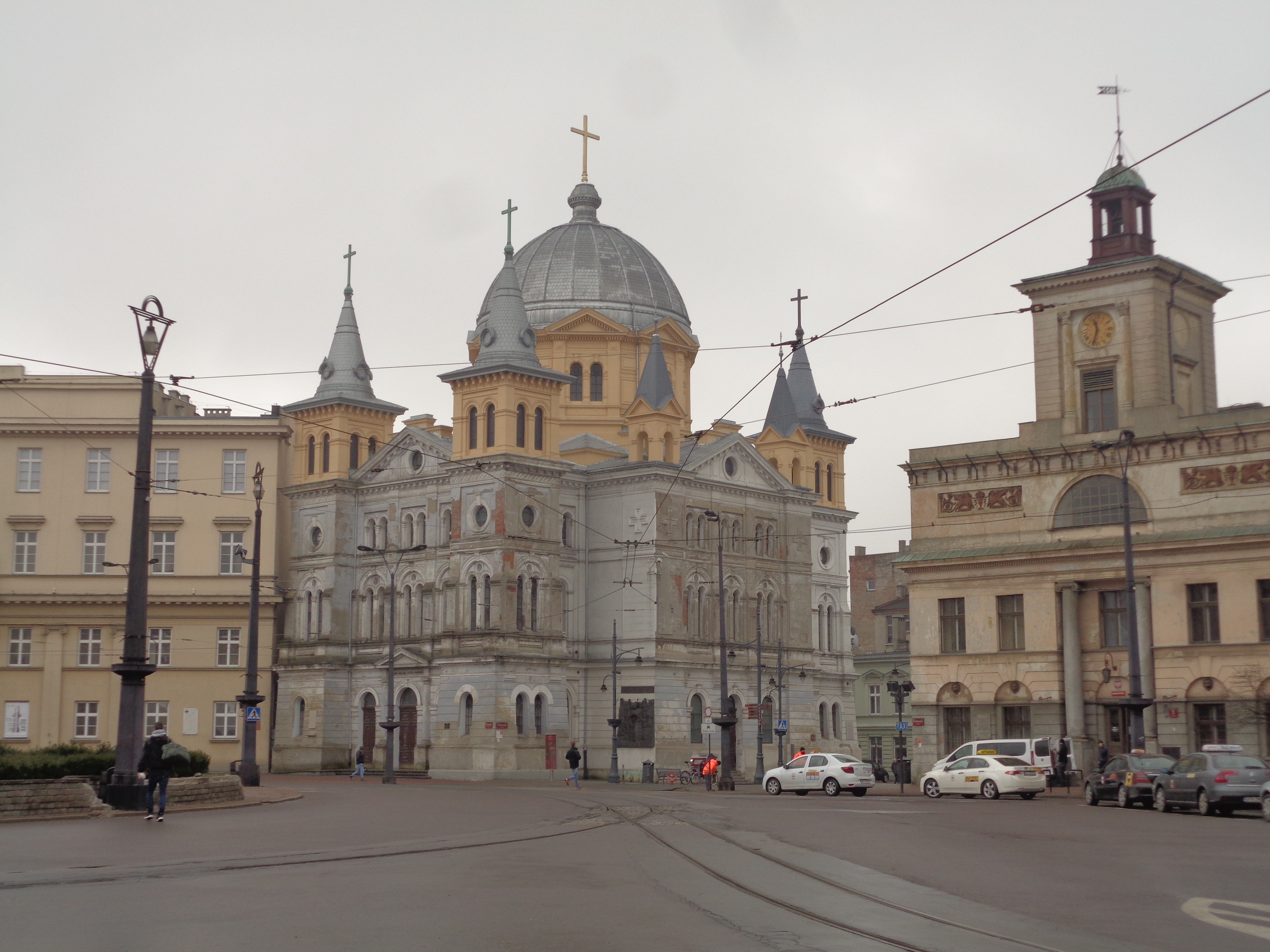
Kostel Nejsvětější trojice
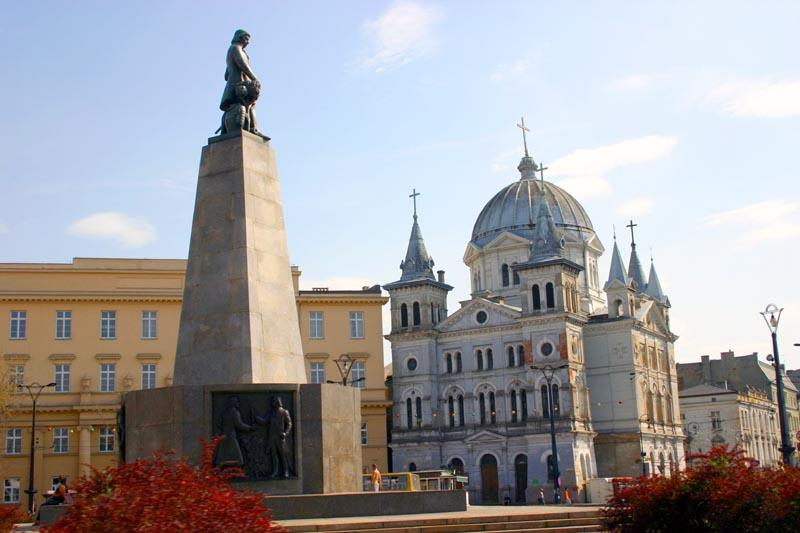
Kostel a socha Tadeusze Kościuszka
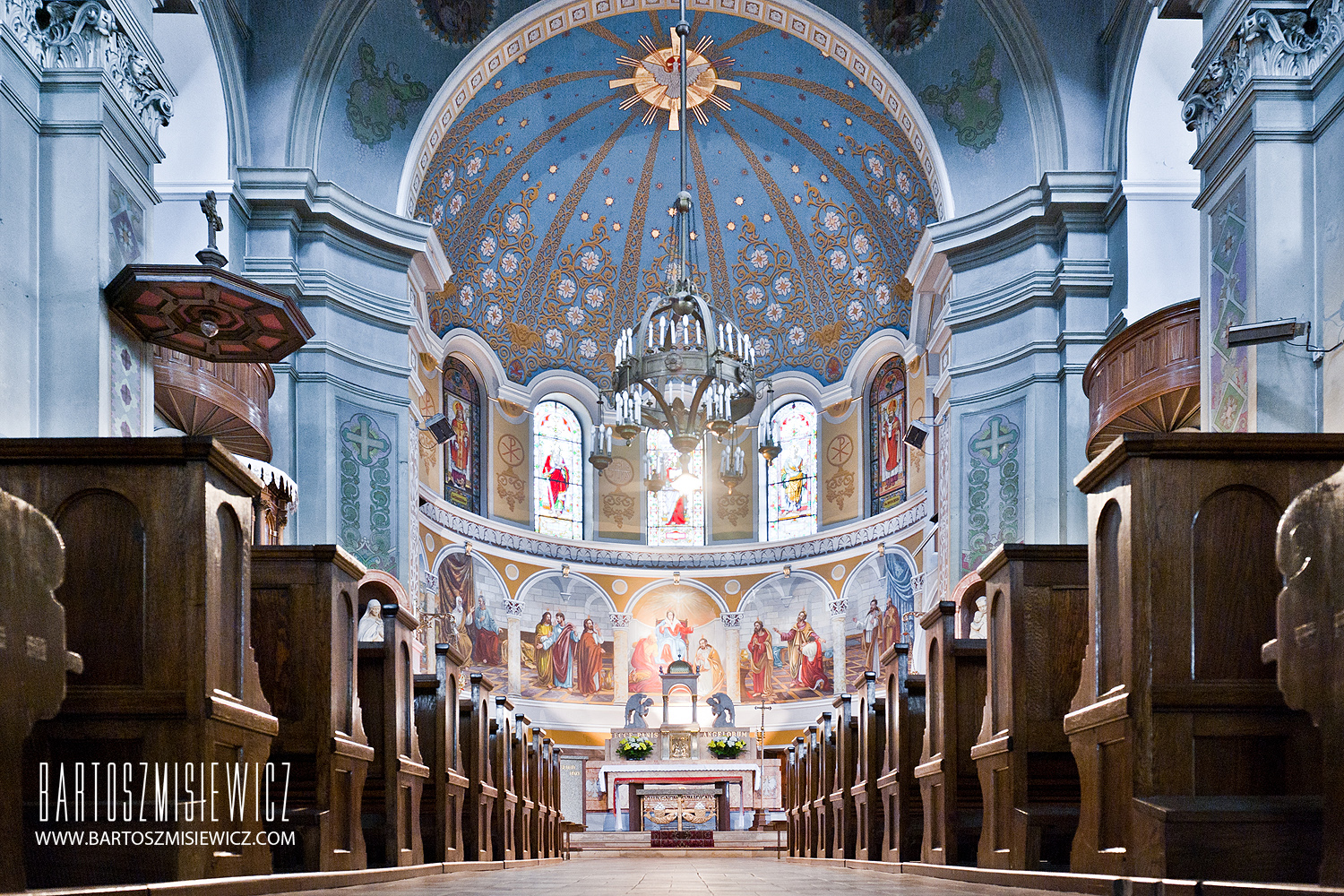
Vnitřek kostela
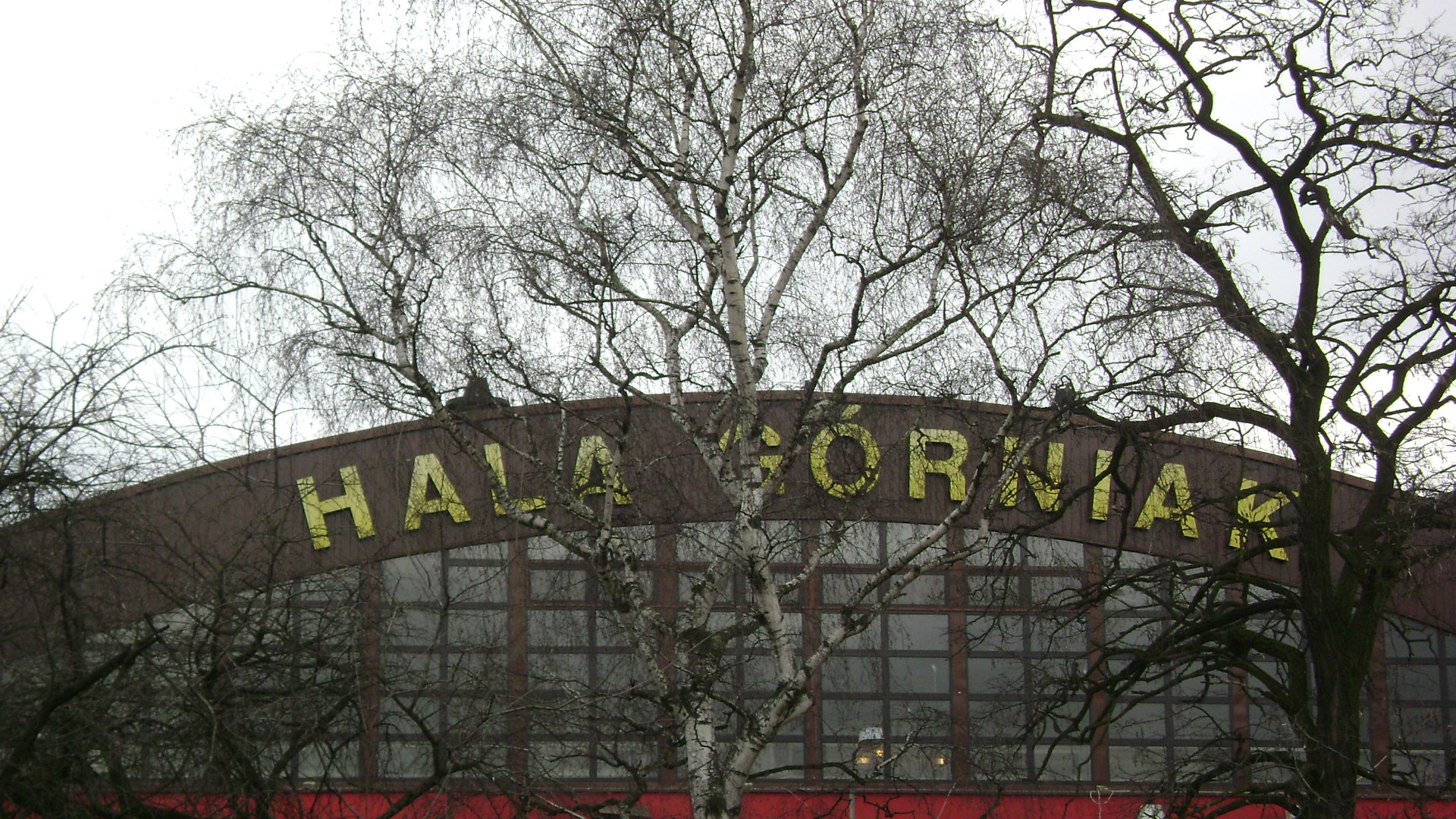
Průčelí obchodního centra Górniak
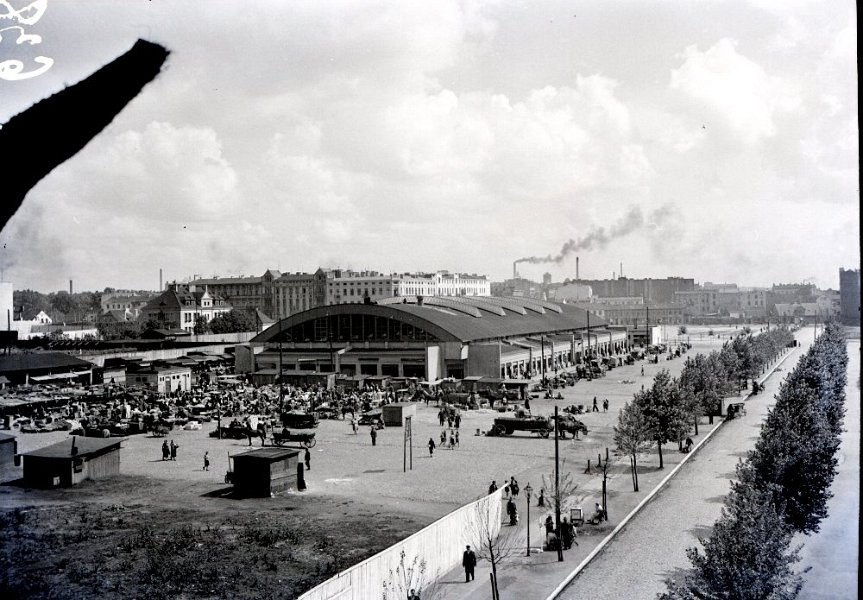
Hala Górniak před 2. světovou válkou

Procházka promenádou nemůže minout Muzeum dějin textilu v budově Ludwika Geyera - "Bílé továrně" (ul. Piotrkowska 282), která byla zapsaná do rejstříku pod číslem 116/134. Je to největší muzeum věnované textilu a historii tkaní v Evropě. V době svého vzniku to byla první taková instituce na světě. Sídlo muzea je jednou z prvních adaptací postindustriální architektury pro muzejní účely na světě. Svým vzhledem upoutá také pozornost budova Izraela Poznaňského, která je od roku 1975 museem města Lodž.

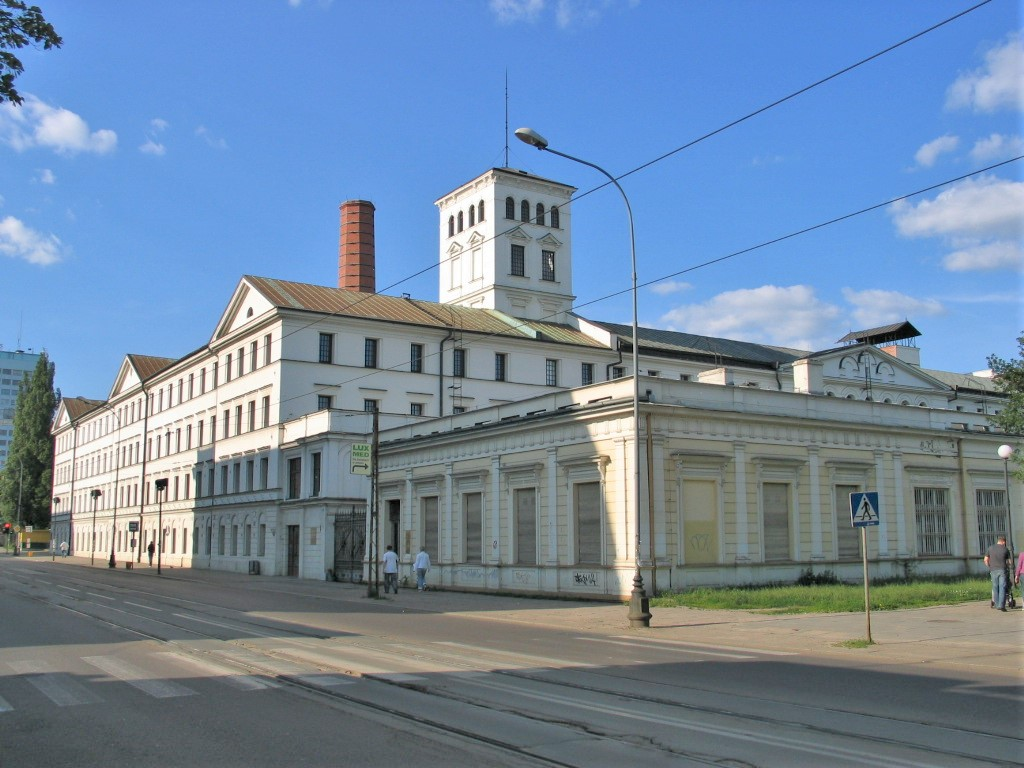
Bílá továrna - nyní museum
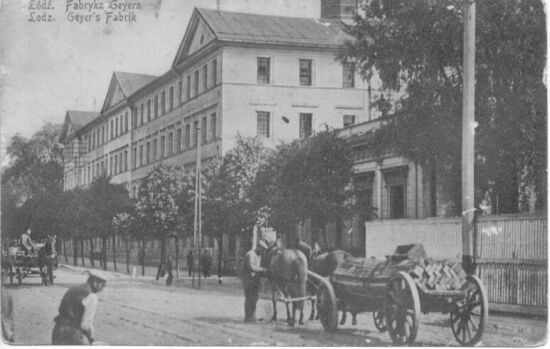
Bílá továrna historický pohled
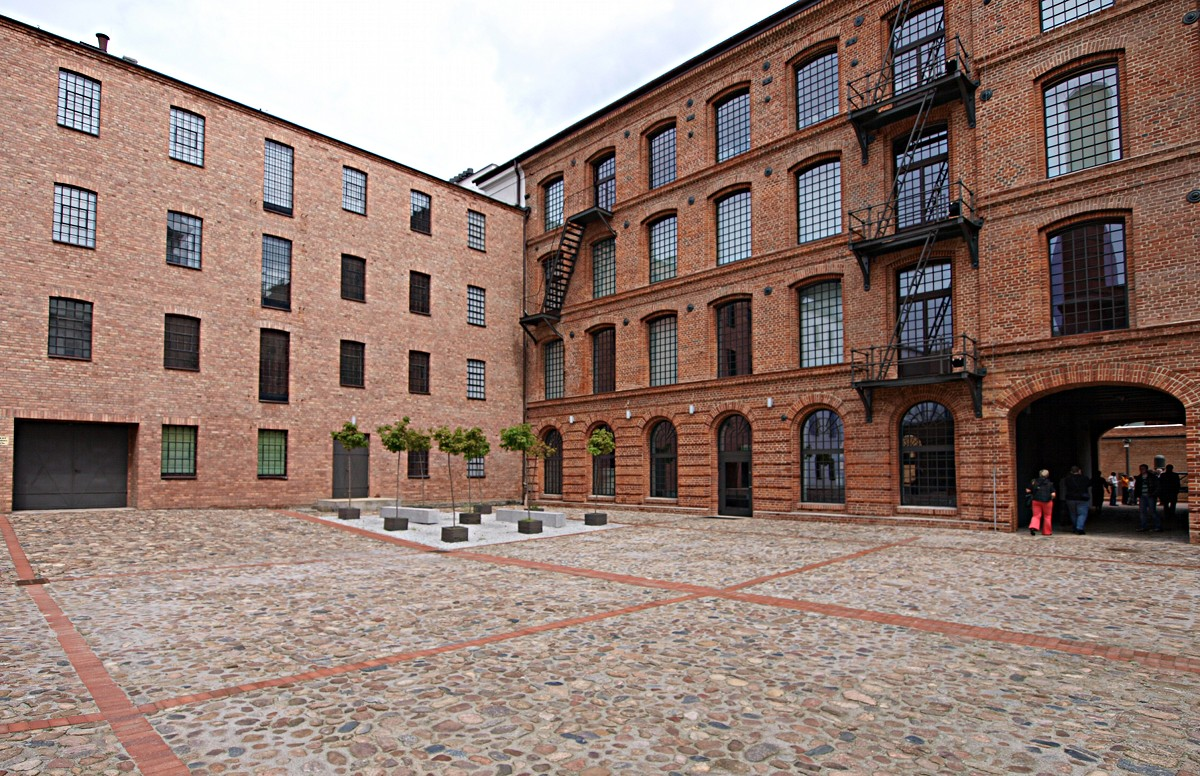
Muzeum - upravené nádvoří
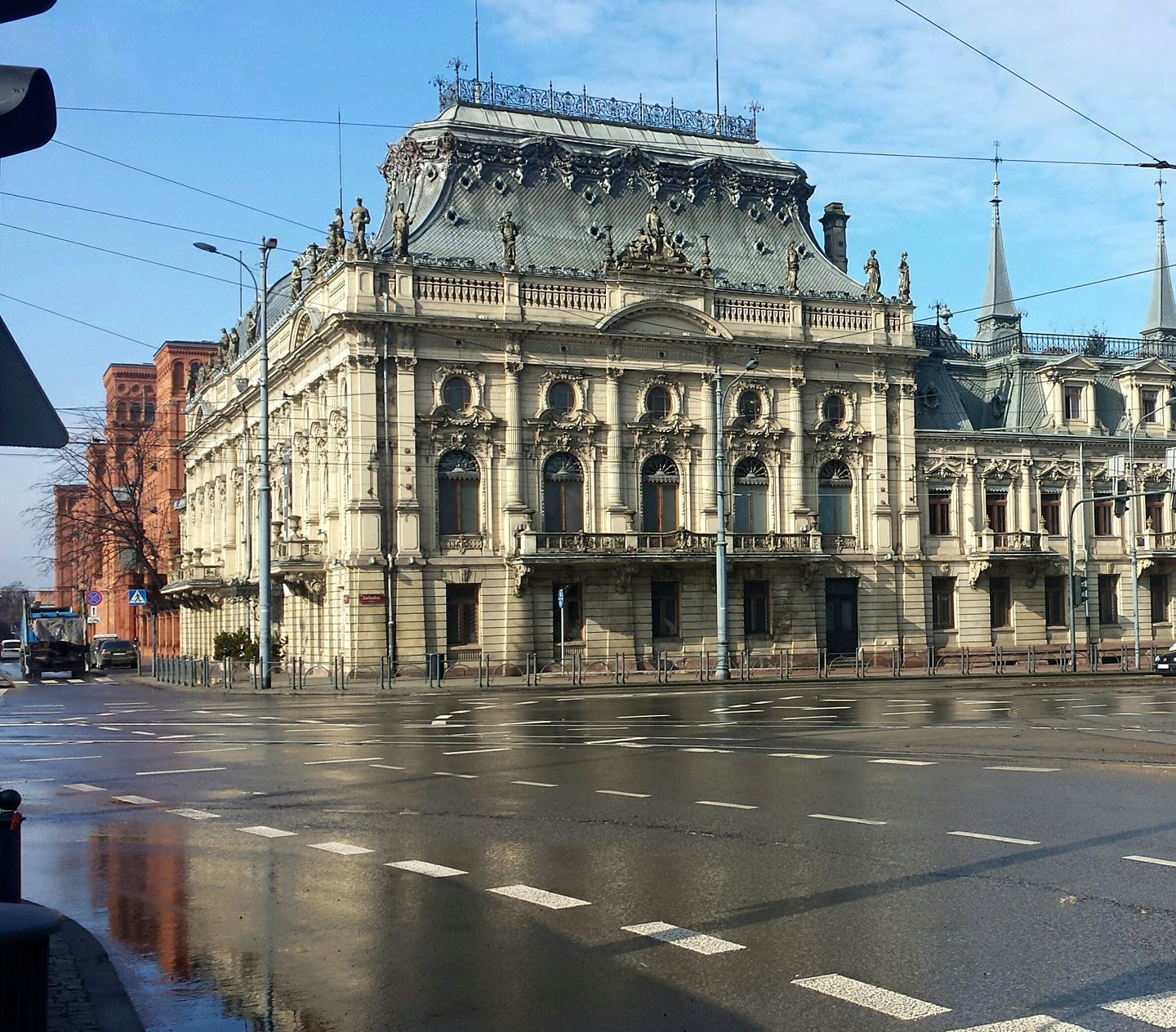
Palác Izraela Poznańského

Při prohlídce města se také setkáme s galerií velkých Lodžanů. Narazíme na řadu zajímavých soch které patří význačným lodžským osobnostem. Zaujmou nás význační Lodžští průmyslníci, nazývaní také králové bavlny, Izrael Poznański , Karol Scheibler a Ludwik Grohman, kteří se spolu baví u stolu. Na lavičce je zde také jeden z nejznámějších meziválečných polských básníků (polský básník a překladatel židovského původu) Julian Tuwim. Je zde také s kufrem i Arthur Rubinstein, polsko-americký klavírista, který se proslavil hlavně interpretacemi romantické hudby. Dalšími v galerii velkých Lodžanů je slavný spisovatel Władysław Stanisław Reymont, nositel Nobelovy ceny, nebo na lavičce v hledišti režisér Stefan Jaracz. Ale pozornosti návštěvníků jistě neunikne ani socha lampáře, který se chystá rozžehnout veřejné osvětlení.

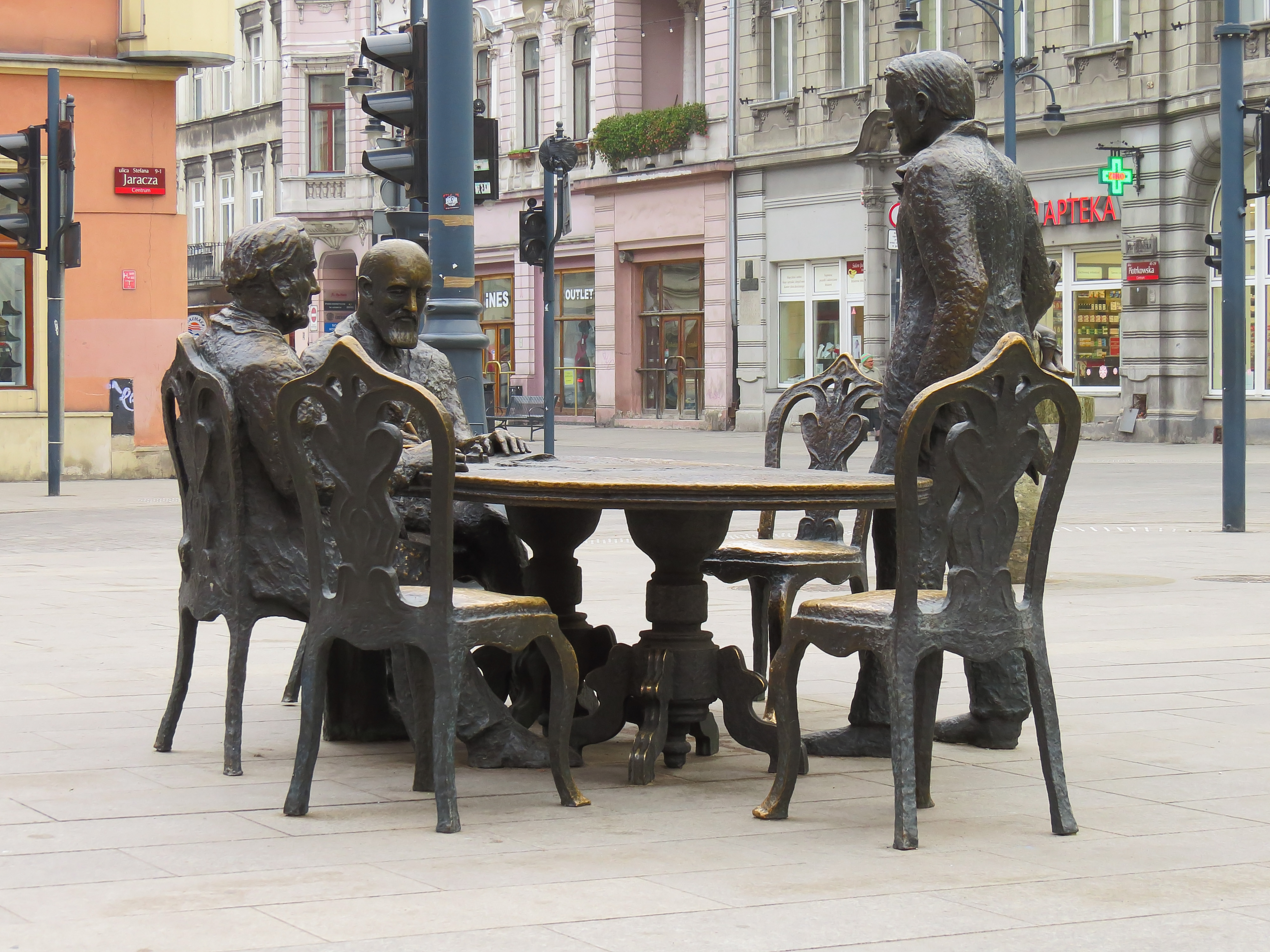
Králové bavlny
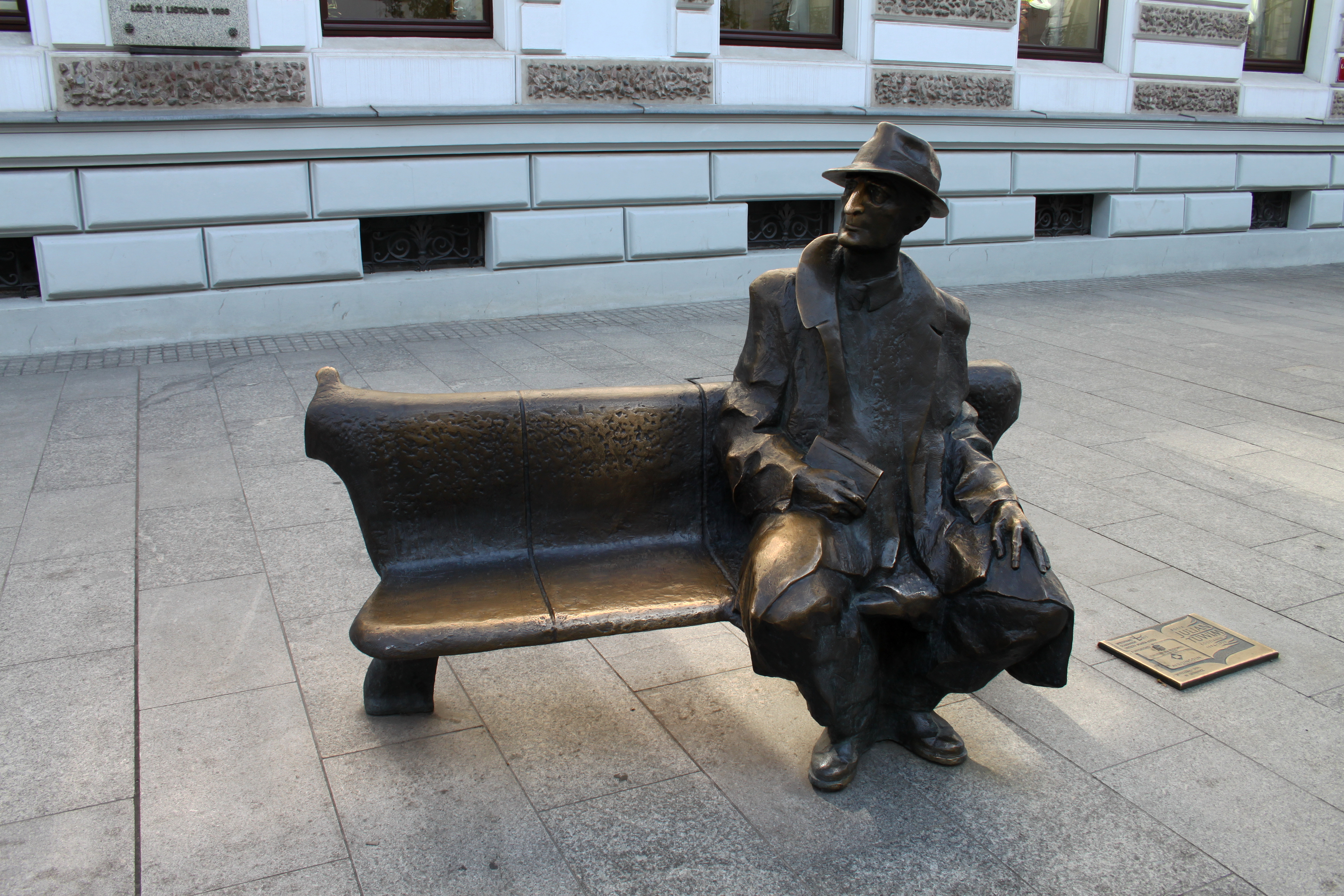
Julian Tuwim
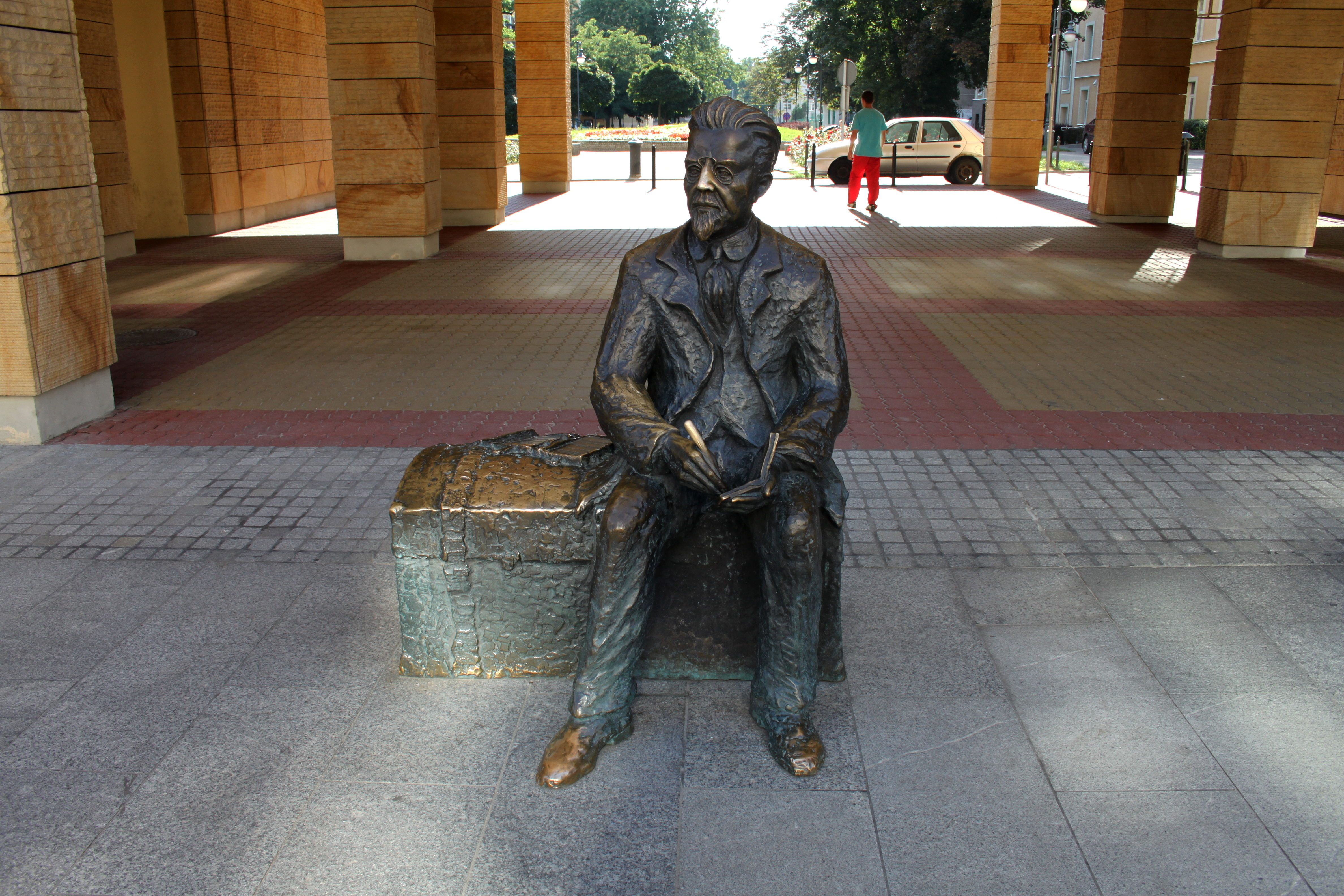
Reymontův Kufr
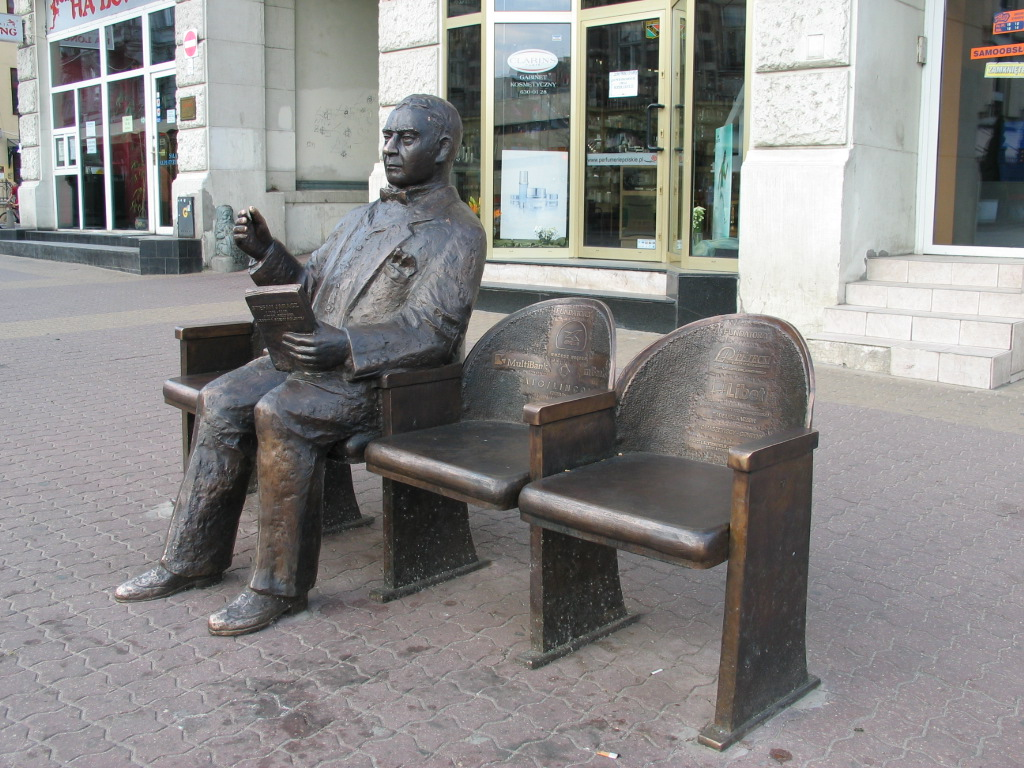
Jaraczův Fotel
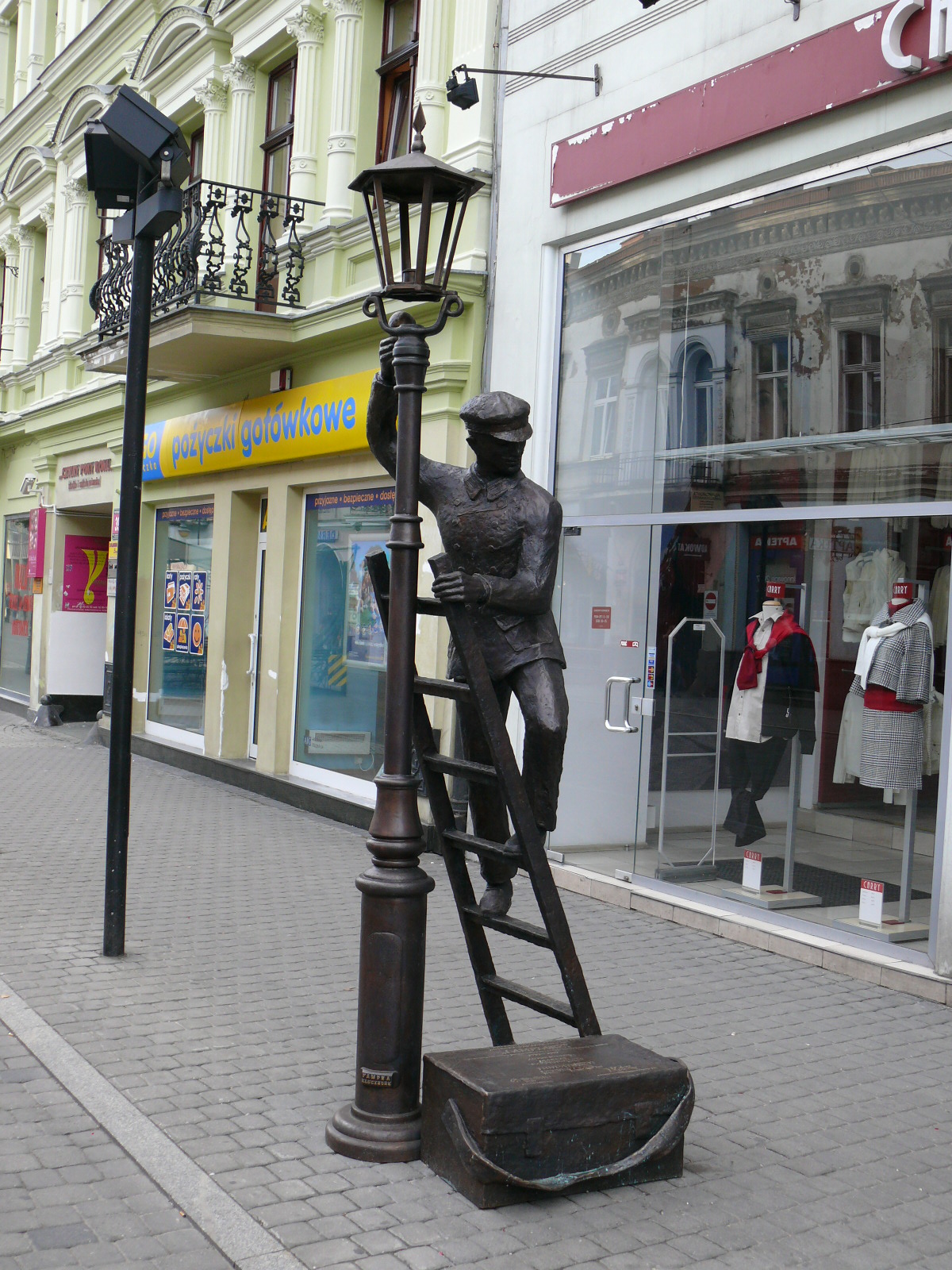
Lampář při práci
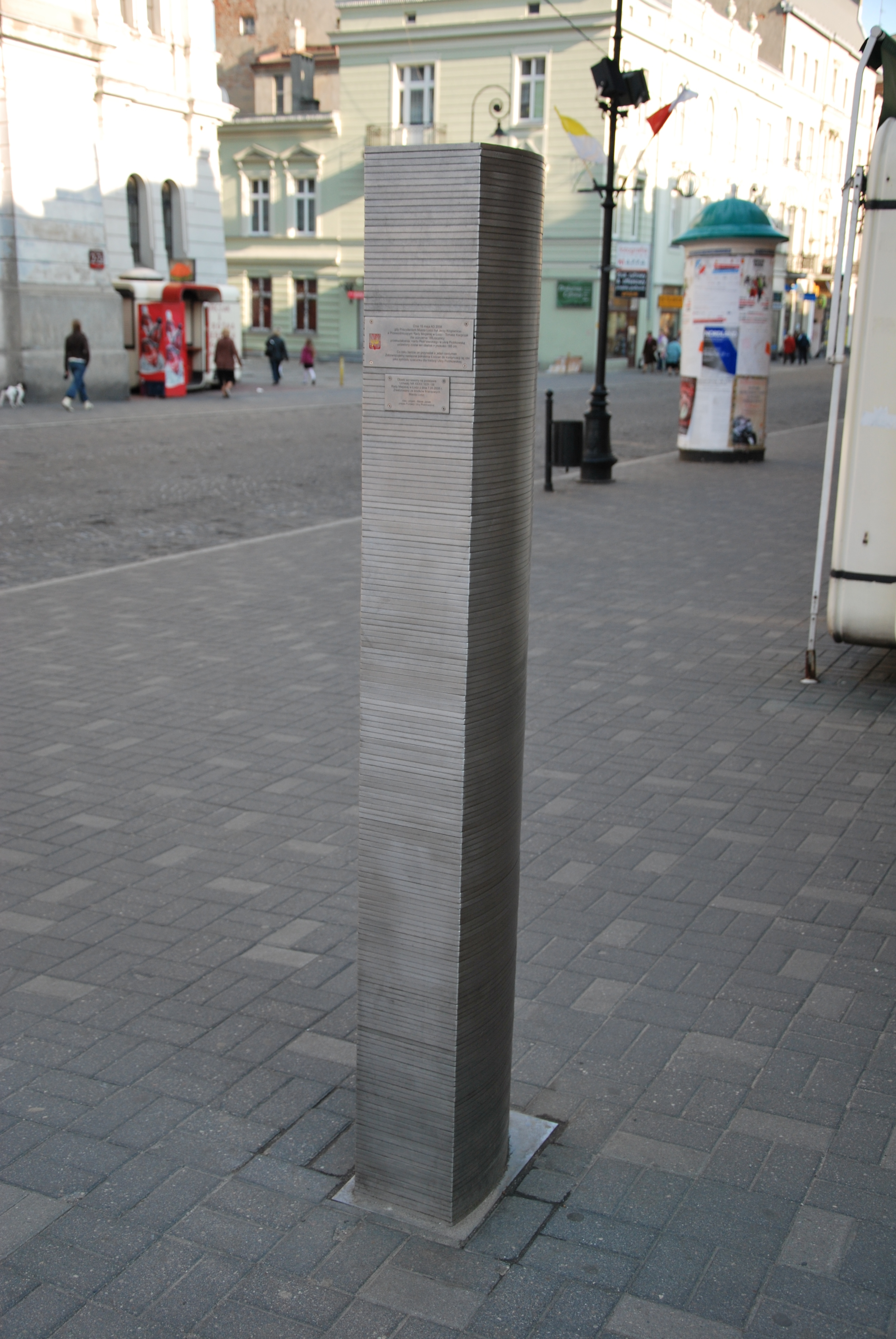
Novodobý obelisk

V ulici spatříme celou řadu domů, které propůjčují ulici i městu mimořádnou historickou památku. Jsou to bankovní domy, hotely, historická budova, kina, ale i dva kostely a novodobá budova pošty. Základním popisem památek je monografie Ulica Piotrkowska od Anny Rynkowské, vynikající Lodžké historičky, (narozena 3. února 1903 v Lodži , zemřela 30. října 1984 v Lodži), která dala základ dalším pracím o této ulici a Lodži vůbec.

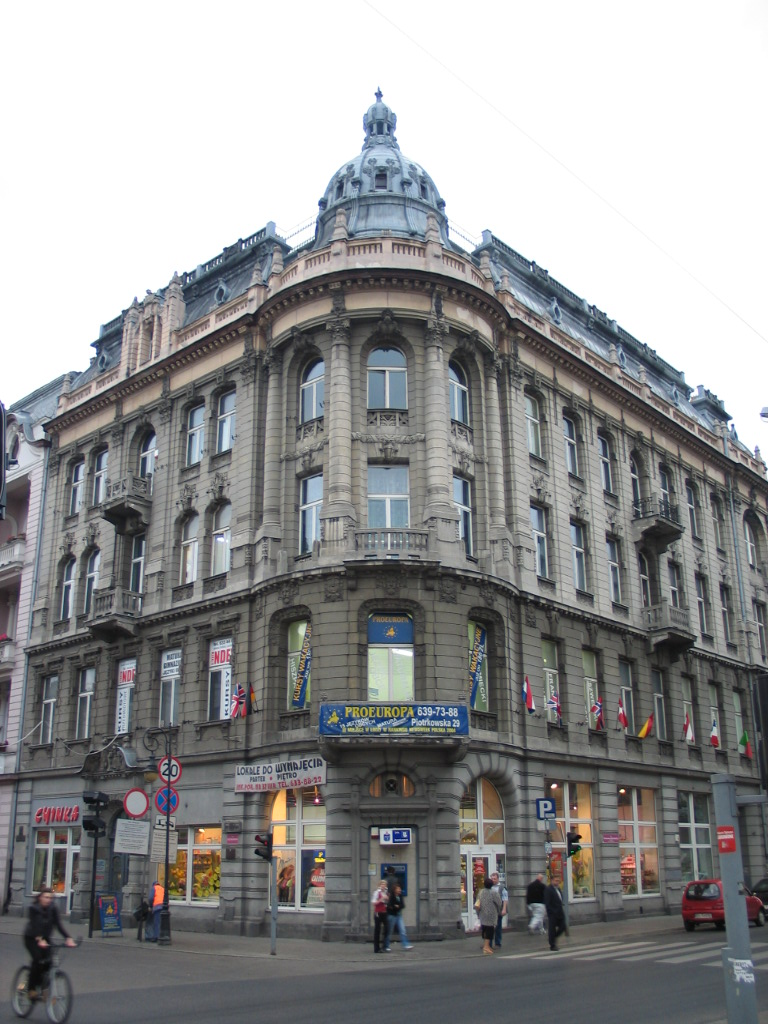
Bankovní dům Wilhelma Landaua
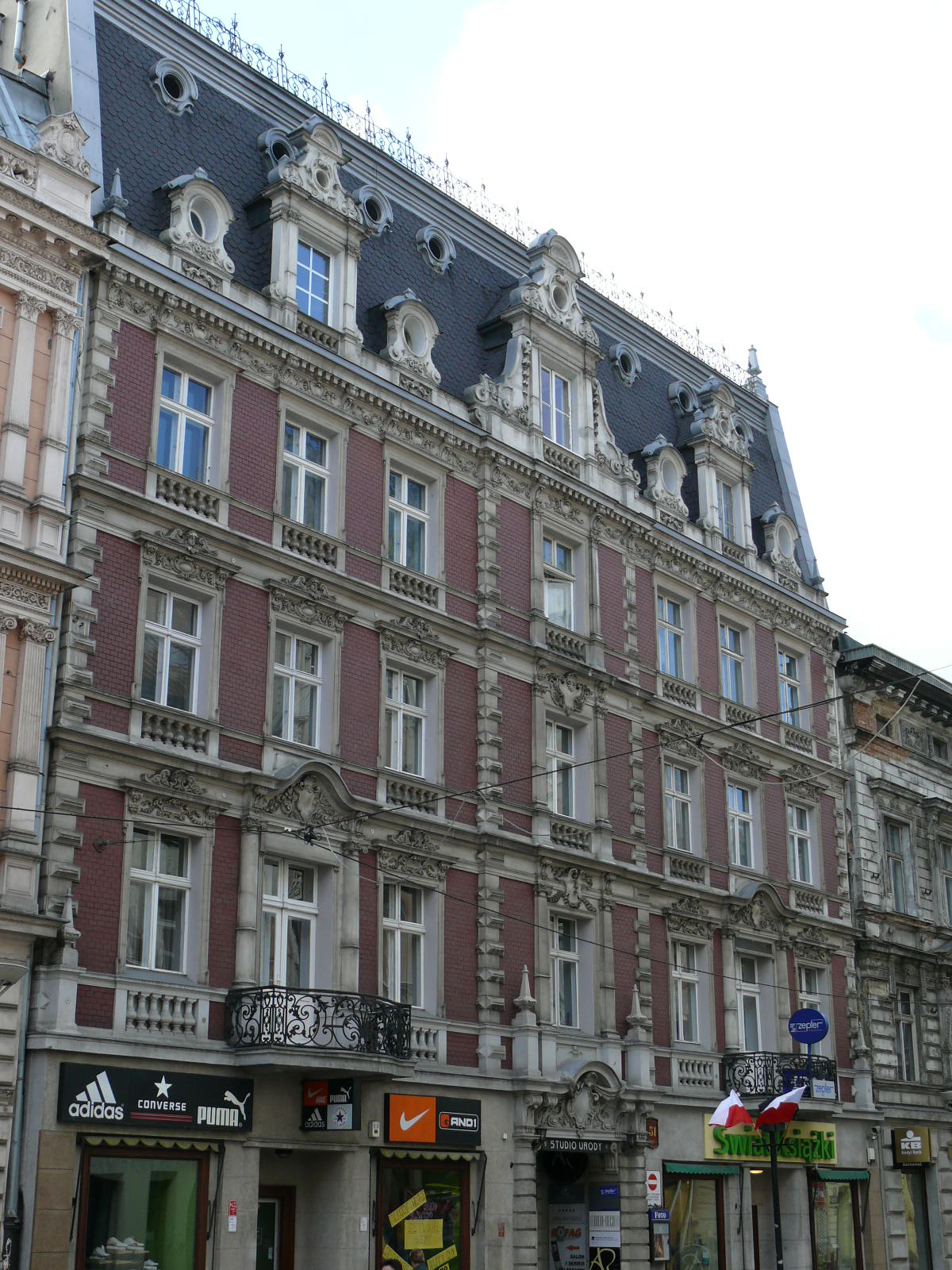
Dům Piotrkowska 51 Lodz
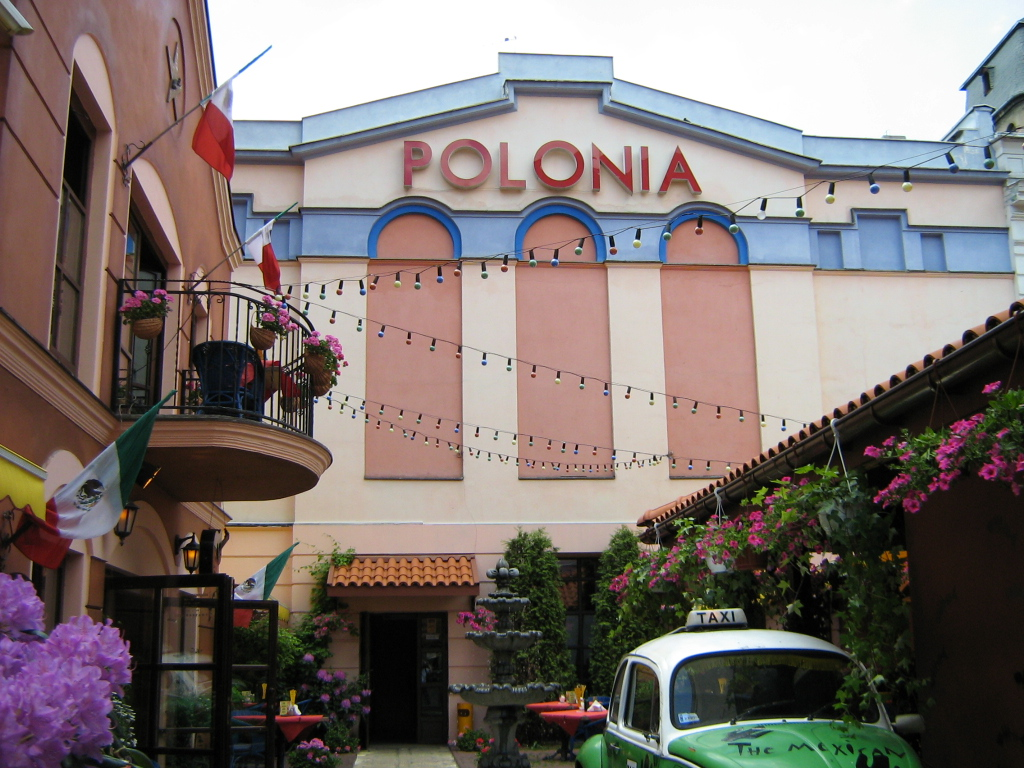
Kino Polonia
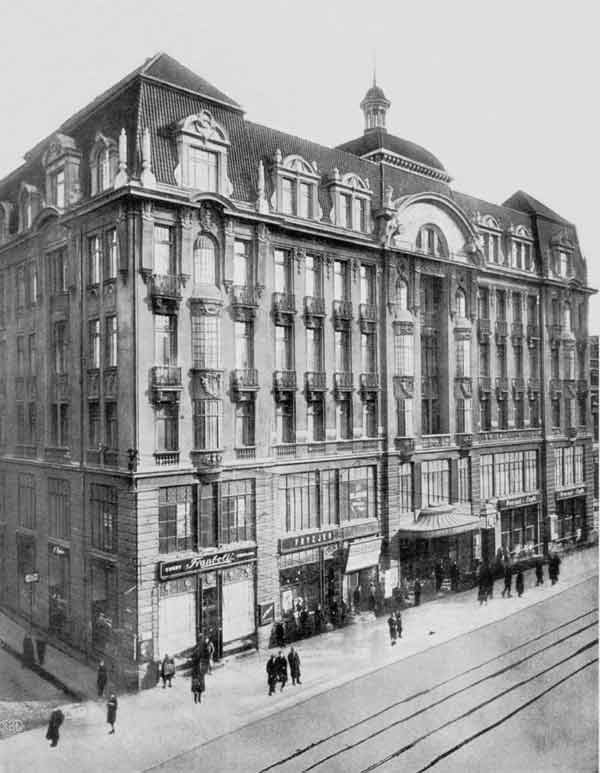
Grand Hotel
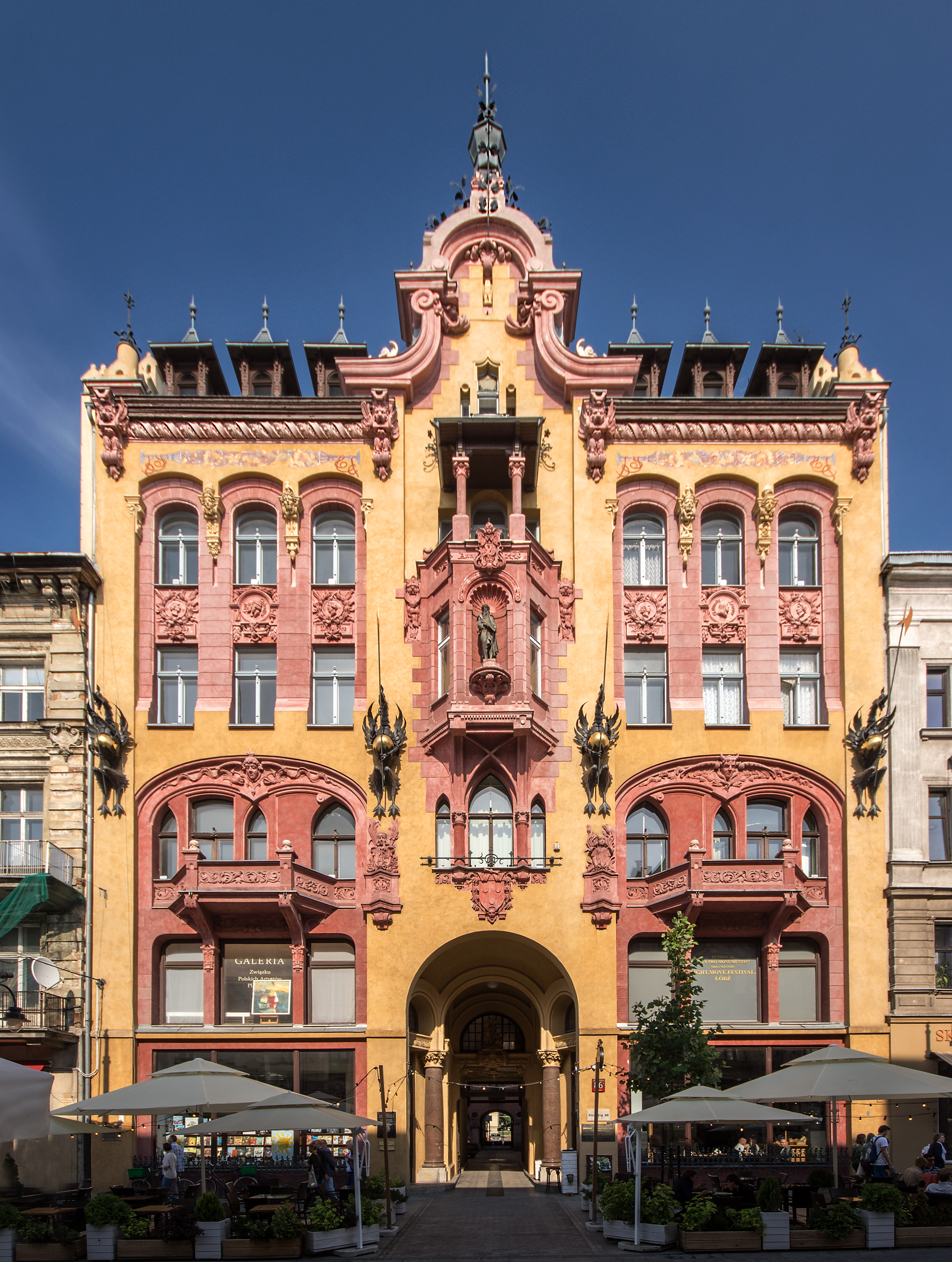
Gutbergův dům Piotrkowska
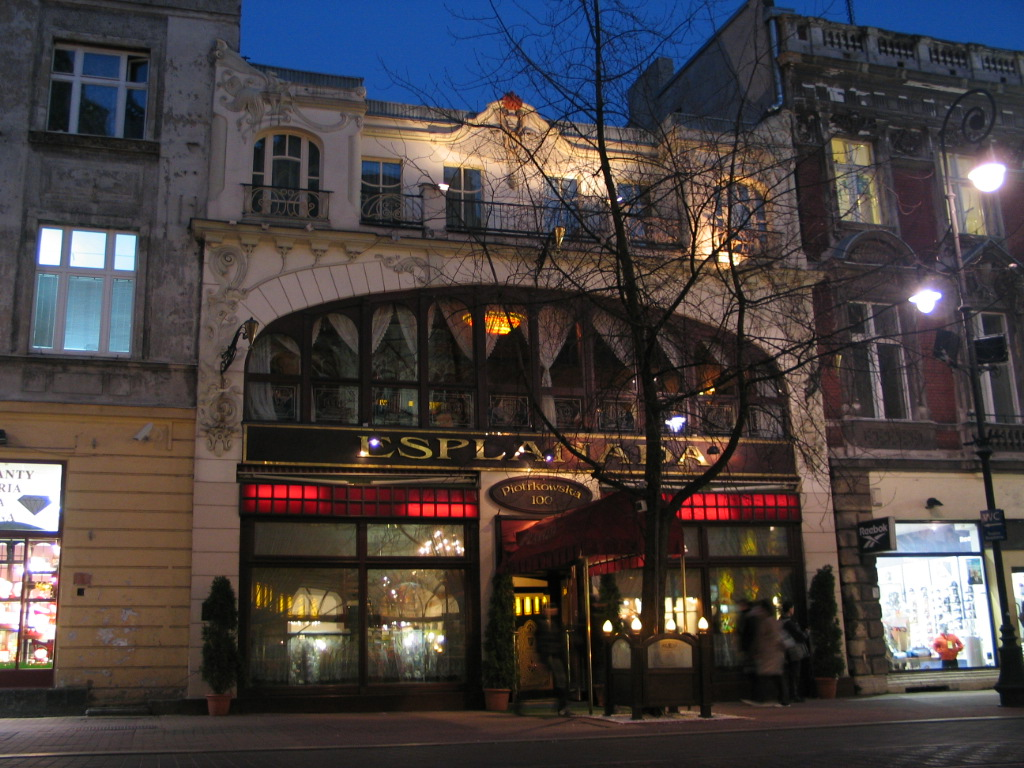
Esplanada v Lodži
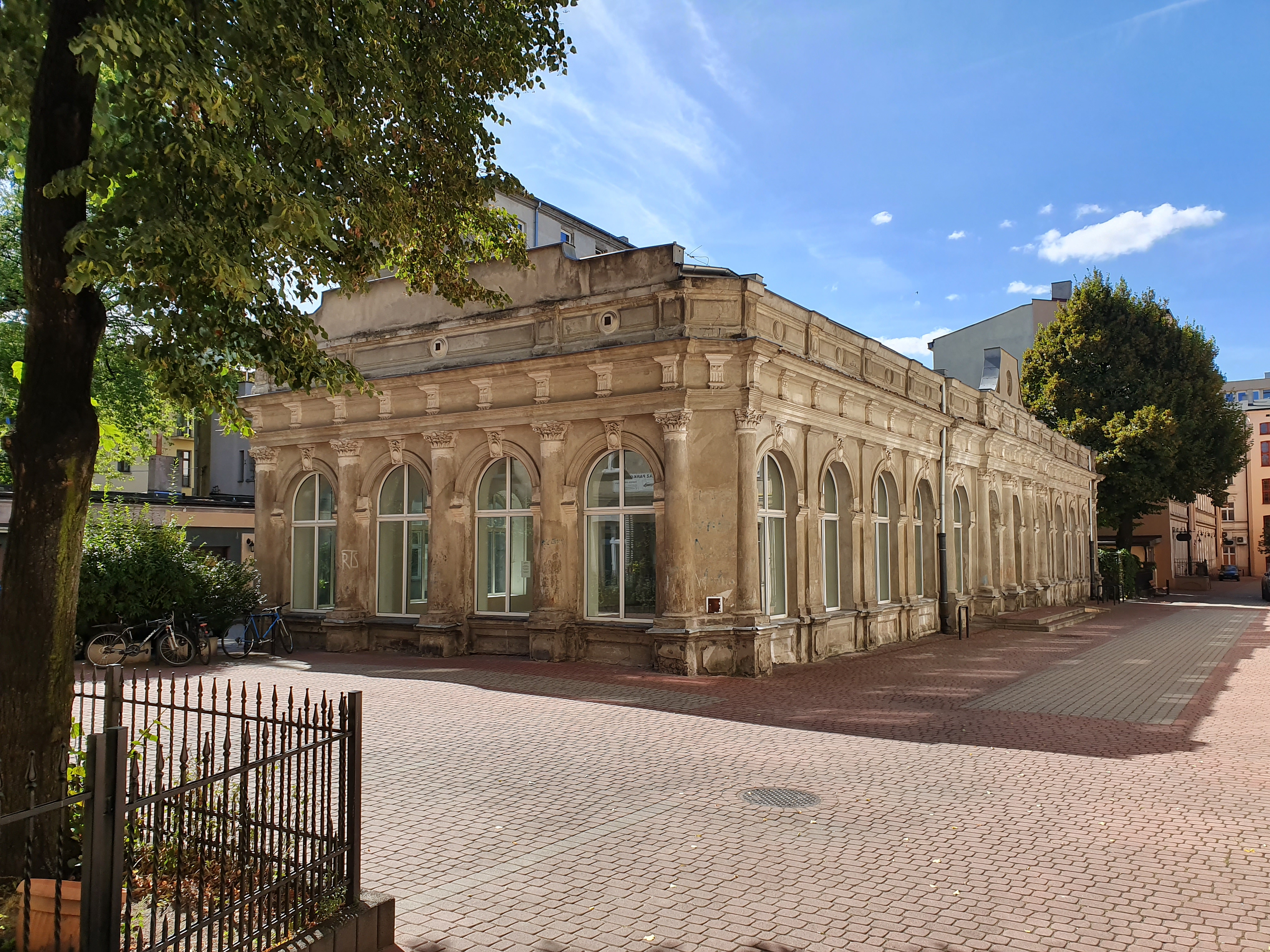
Obchodní dům Piotrkowska 114
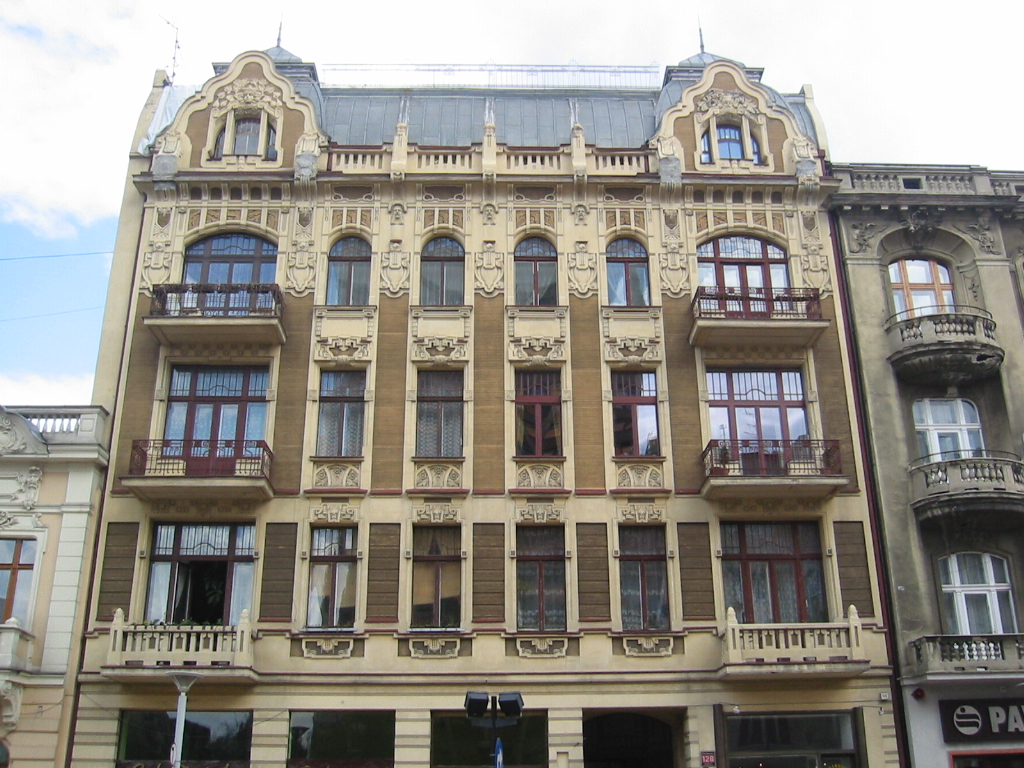
Dům Schychtů
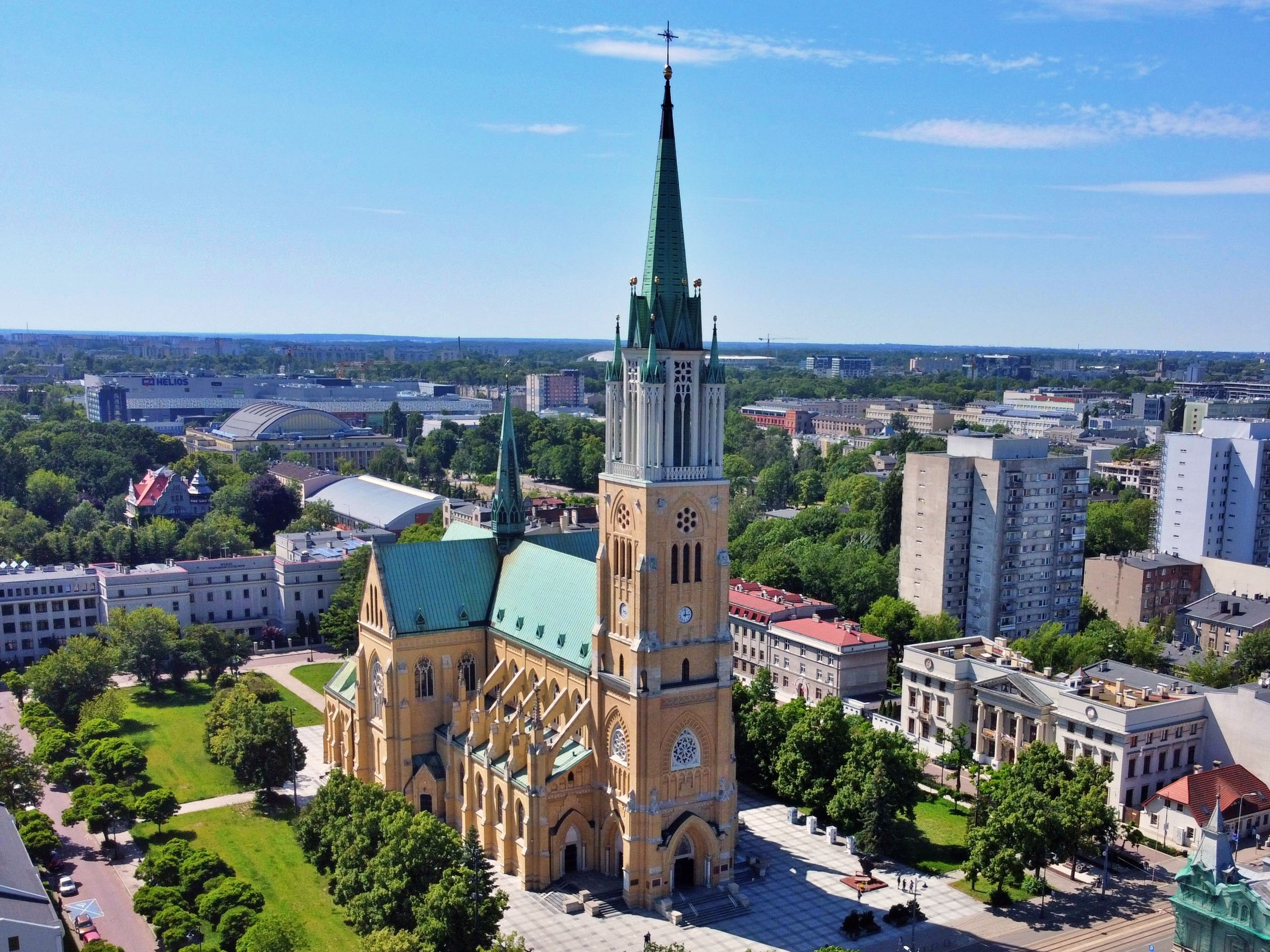
Katedrála sw. Stanisława Kostky
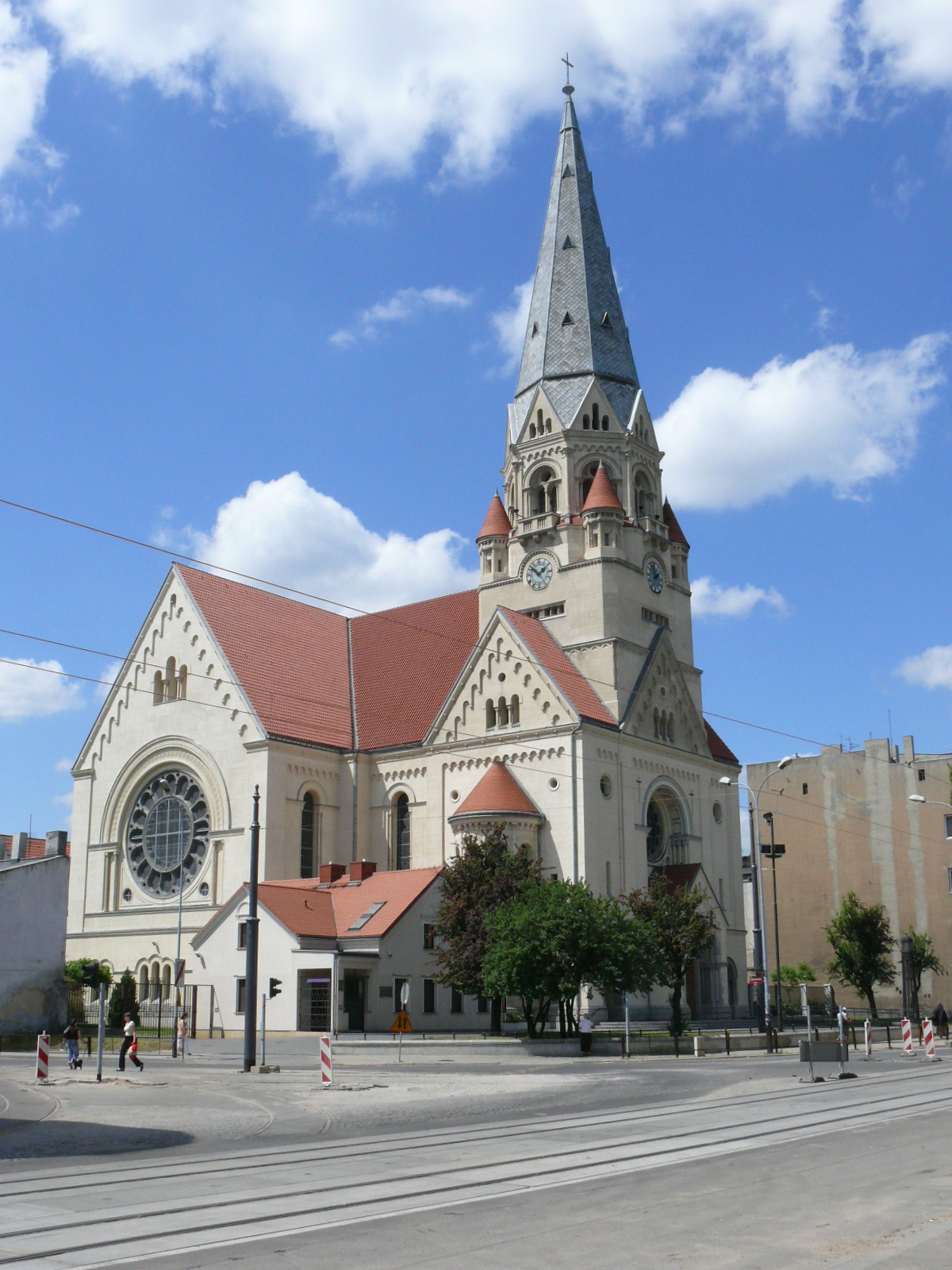
Kostel sw Mateusza
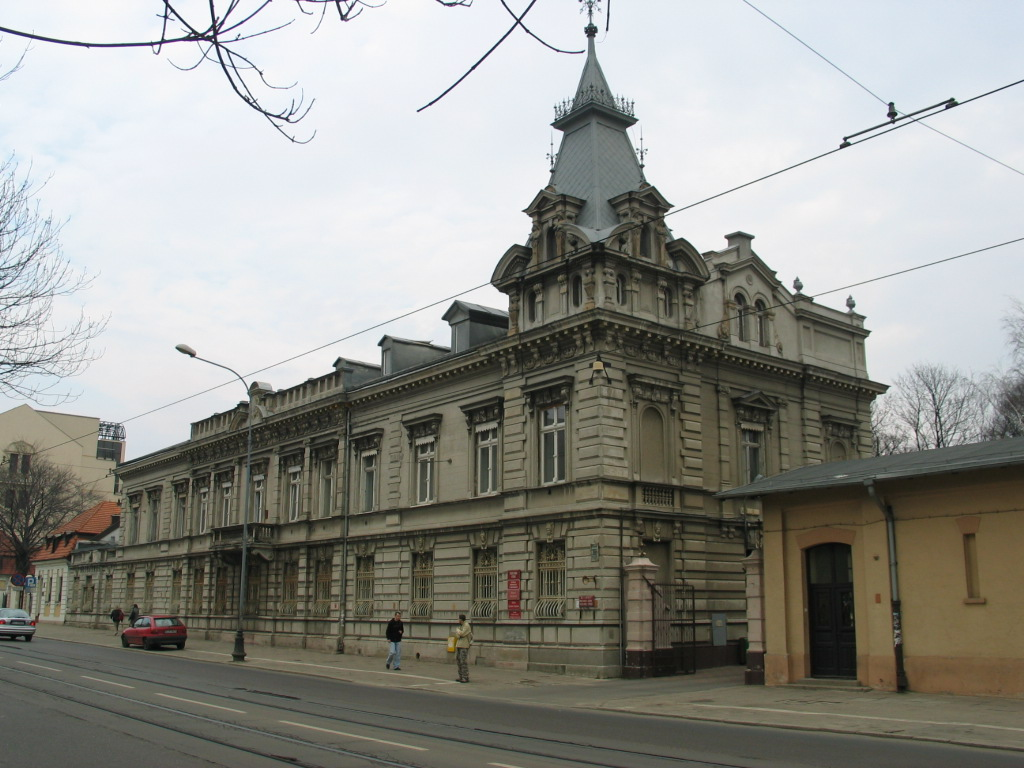
Scheiblův palác
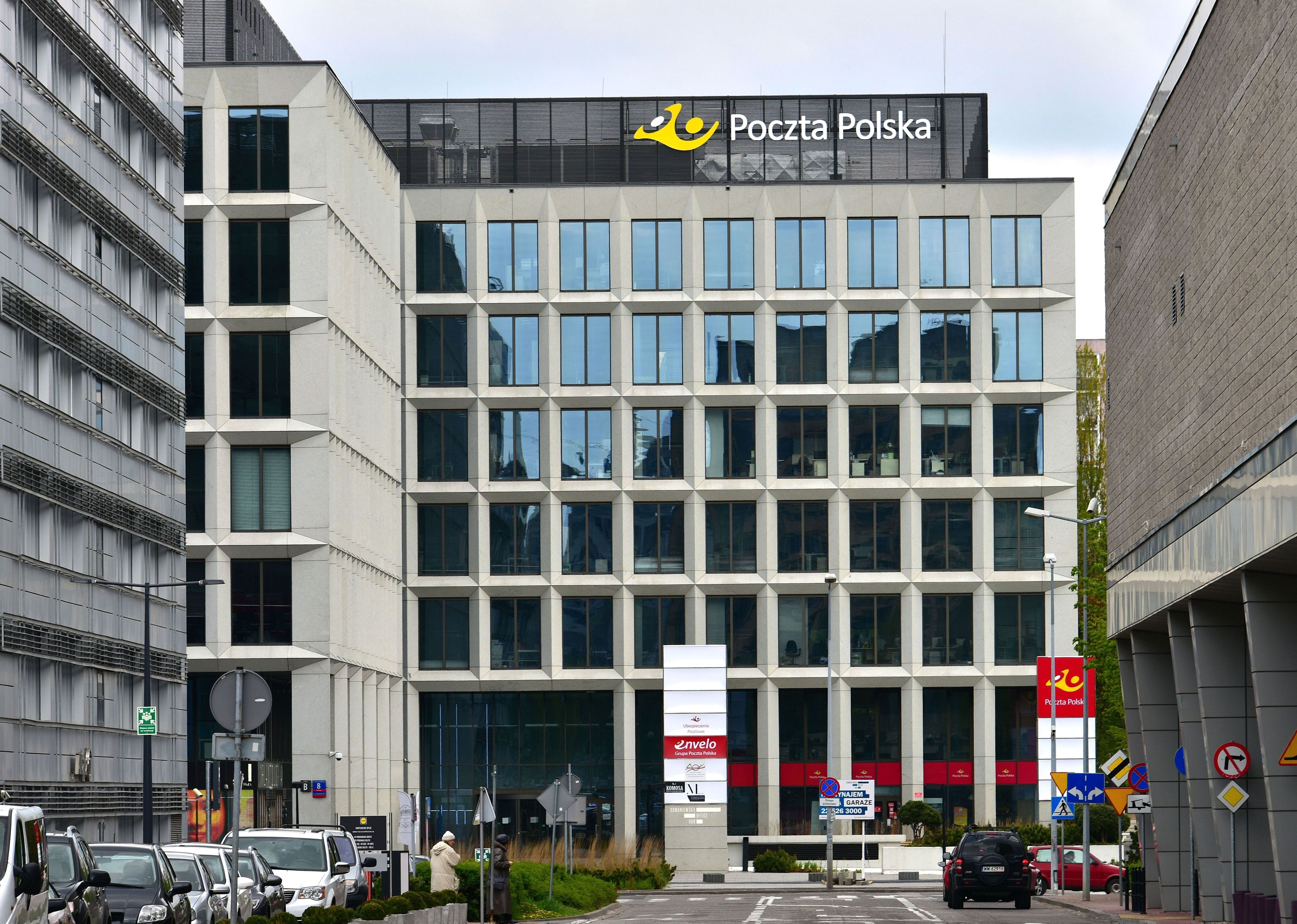
Centrální Pošta

## Seznam památek
Prakticky všechny budovy na Piotrkowské ulici jsou zapsány na seznamu památek.
- Č. 2 – kostel Letnic
- Č. 3 – nájemní dům Antoniho Engela
- Č. 4 – velký městský činžovní dům
- Č. 5 – činžovní dům Abrahama Prussaka
- Č. 6 – nájemní dům Karol Hielle a Karol Dittrich
- Č. 11 – nájemní dům Scheiblers
- Č. 12 – nájemní dům Dawida Sendrowicze
- Č. 13 – činžovní dům Jana Petra
- Č. 17 – činžovní dům Chaima Bławata
- Č. 19 – nájemní dům Abrama Lubińského
- Č. 22 – činžovní dům Bechtoldů
- Č. 29 – bankovní dům Wilhelma Landaua
- Č. 31 – činžovní dům odesílatele Dyszkina
- Č. 37 – činžovní dům Dawida Szmulewicze
- Č. 39 – činžovní dům Józefa Czapiewského
- Č. 43 – nájemní dům Oszera Kohna
- Č. 44 – nájemní dům Rafala Sachse
- Č. 46 – činžovní dům Józefa Rosenthala
- Č. 47 – Fischerův dům
- Č. 48 – nájemní dům Akciové společnosti R. Kindlera
- Č. 49 – činžovní dům Dawida Prussaka
- Č. 51 – Nájemní dům IK Poznański
- Č. 53 – činžovní dům Hermana Konstadta
- Č. 54 – nájemní dům Franciszka Fischerova
- Č. 63 – nájemní dům Kretschmer
- Č. 67 – kino Polonia
- Č. 70 – činžovní dům rodiny Szepsových
- Č. 72 – Grand Hotel
- Č. 74 – Ludwik Geyer Joint Stock Society House
- Č. 77 – Maksymilian Goldfeder's palace - Bank House
- Č. 86 – „Nájemní dům pod Gutenbergem“ od Jana Petersilgeho (prvky novogotiky , neorenesance, neobaroko)
- Č. 87 – činžovní dům Alojzyho Balleho
- Č. 90 – nájemní dům Teodora Steigerta
- Č. 96 – kancelářská budova společnosti Siemens
- Č. 98 – Sklad oděvů Emila Schmechela
- Č. 99 – nájemní dům Szaja Goldblum
- Č. 100a – „Esplanade“
- Č. 101 – nájemní dům Jakuba Hofmana
- Č. 104 – Palác Juliusze Heinzla (novorenesanční) – Lodžská radnice
- Č. 106 – rodinný dům Monitz
- Č. 107 – Nájemní dům Salomona Bahariera
- Č. 108 – Kino Palace. V letech 1930–1932 Úřad společnosti Strážné věže v Polsku
- Leon Schiller avenue
- Č. 113 – nájemní dům Alberta Bohme
- Č. 114 – Varšavský nájemní dům
- Č. 114/116 – tržnice
- Č. 118 – Nájemní dům Juliusze Szulce
- Č. 120 – činžovní dům; v roce 1899 bratři Krzemiński otevřeli první stálé kino v Polsku – Illusion Cabinet.
- Č. 128 – nájemní dům Schychtů
- Č. 135 – nájemní dům Karol Eisert
- Č. 137/139 – palác Juliusze Kindermanna
- Č. 138/140 – továrna Franciszeka Ramische, nyní Off Piotrkowska
- Č. 143 – dům společnosti "Krusche - Ender"
- Č. 147 – nájemní dům Schweikert
- Č. 151 – Palác Gustaw Adolfa Kindermanna
- Č. 153 – nájemní dům Floriana Jarische
- Č. 164 – Památník činžovního domu
- Č. 179 – Palác Ewalda Kerna
- Č. 181 – nájemní dům Leopolda Krusche
- Č. 203/205 – nájemní dům Tomaszowovy továrny na umělé hedvábí (kino Charlie)
- Č. 213 – velký městský činžovní dům
- Č. 215 – Gelichův činžák
- Č. 219 – velký městský činžovní dům
- Č. 225 – nájemní dům Schmidt
- Č. 234/236 – August Haertigův palác
- Č. 242/250 – továrna Markuse Silbersteina
- Č. 243 – Gottlieb Beer činžovní dům (nejstarší dvoupodlažní cihlový dům v Lodži)
- Č. 252/254 – nájemní dům Karla Königa
- Č. 256 – jedna z nejstarších čerpacích stanic v Lodži, dříve tam byl jednopatrový dům.
- Č. 258/260 – nájemní dům Henryka Birnbauma, tzv. nájemní dům Solidarity, v meziválečném období sídlo německého konzulátu
- Č. 262/264 – palác Roberta Schweikerta (eklekticismus) – Evropský institut
- Č. 265 – St. Stanisław Kostka
- Hrob neznámého vojína
- Č. 266/268 – Scheiblerův rodinný palácový komplex (novobarokní)
- Č. 272a/272b – palác bratrů Karola a Emila Steinertů (neobarokní)
- Č. 278 – nájemní dům z 19. století. Od roku 1888 v něm byla továrna na krajky Gustaw Geyera a v předních místnostech – taverna
- Č. 279/285 – evangelicko-augsburský kostel v Sv. Matouše
- Č. 280 – Dům Ludwika Geyera. Zkušební místo pro první orchestry a sbory podporované Ludwikem Geyerem.
- Č. 280a – budova bývalé elektrárny v areálu továrny Ludwik Geyer
- Č. 282 – Bílá továrna Ludwika Geyera (klasicismus) – Ústřední muzeum textilu
- Reymontúv Park
- Č. 286 – Ludwik Geyerův zámek
- Č. 286 – palác Ludwika Geyera
- Náměstí Władysław Reymont
- Č. 288 – kancelářská budova, postavená v 90. letech. Do poloviny 19. století malé obytné domy s obchody v přízemí
- Č. 290 – nájemní dům z roku 1896, postavený pro Samuela Zerbeho
- Č. 292 – Nájemní dům Jana Starowicze Pod horalem
- Č. 294 – nájemní dům z konce 19. století patřící Vítězi. Dříve zde byl obchodní dům Bracia Płockier i Spółka.
- Č. 297/303 – budovy z let 1882–1903, postavené pro akciovou společnost Ludwik Geyer (sídlily zde: aparatura, barvírna, sklady, tkalcovna a přádelna)
- Č. 305 – industrial building, built by Ludwik Geyer after 1853. Zde se nacházela továrna Jana Rundziehera, továrna na škrob, barvírny a bělidla
- Č. 307 – dům Karola Obermana (jeho syn Gustaw zde provozoval sklad uzenin), v roce 1909 zde Franciszek Winnicki založil lékárnu
- Č. 309 – po roce 1905 byla budova sídlem Společnosti pro podporu vzdělávání, později zde byla půjčovna knih
- Č. 311/313 – pošta, postavena v roce 1961. Dříve, od roku 1936, zde byly umístěny tenisové kurty sportovního klubu L. Geyera
- Č. 315 – obytný dům z počátku 20. století
- Č. 317 – „Hala Górniak